# Ascom
Die Ascom Holding AG ist ein börsennotiertes Schweizer Unternehmen für Telekommunikation und Service. Sie ging 1987 aus der Fusion der drei Unternehmen Autophon, Hasler Holding und Zellweger Telecommunications hervor und hat ihren Sitz in Baar. Die Ascom-Namenaktien sind an der Schweizer Börse SIX Swiss Exchange kotiert.
Der einst grosse Konzern erlebte ein jahrelanges Schrumpfen, Restrukturieren und Desinvestieren. Daraus ist eine zehnmal kleinere, spezialisierte Gesellschaft geworden (Stand 2021).

## Aktivitäten
Das Unternehmen unterhält Niederlassungen in 18 Ländern und beschäftigt weltweit rund 1420 Mitarbeiter.  Ascom konzentriert sich auf den Bereich Wireless Solutions (drahtlose Systeme für die interne Kommunikation in Unternehmen und öffentlichen Einrichtungen).
Ascom Wireless Solutions bietet drahtlose On-site-Kommunikationslösungen an. Die Systeme und Dienstleistungen von Wireless Solutions zielen auf die Optimierung von Geschäftsprozesse von Kunden in folgenden Marktsegmenten: Spitäler, Alters- und Pflegeheime, Industrieunternehmen, Einzelhandel, Hotels sowie Sicherheitseinrichtungen und Gefängnisse. Das Angebot konzentriert sich hauptsächlich auf vier Anwendungsgebiete: Sprachübermittlung bzw. Telefonie (Voice), Datenübertragung als professionelles Messaging, Alarmierung und Lokalisierung.
Der von 2016 bis 2019 geschäftsführende Holger Cordes liess eine tragfähige Software-Plattform für on-site-Kommunikationslösungen im Gesundheitswesen entwickeln. 2019 betrug jedoch der Hardwareanteil am Umsatz immer noch 78 Prozent. Nach schwachen Resultaten während des ersten Halbjahres 2019, mitausgelöst durch einen 30%-Einbruch im traditionellen OEM-Geschäft, der durch die neue Strategie noch nicht ausgeglichen wurde, wurde Cordes durch Jeannine Pilloud ersetzt. Das Präsidium der Verwaltungsrats übernahm Valentin Chapero, ein früherer CEO des Hörgeräteherstellers Sonova. Per Ende Januar 2022 trennte sich der Verwaltungsrat von CEO Jeannine Pilloud, Nachfolger wurde Nicolas Vanden Abeele.

## Geschichte

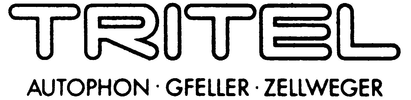
Logo Tritel von Autophon, Gfeller, Zellweger

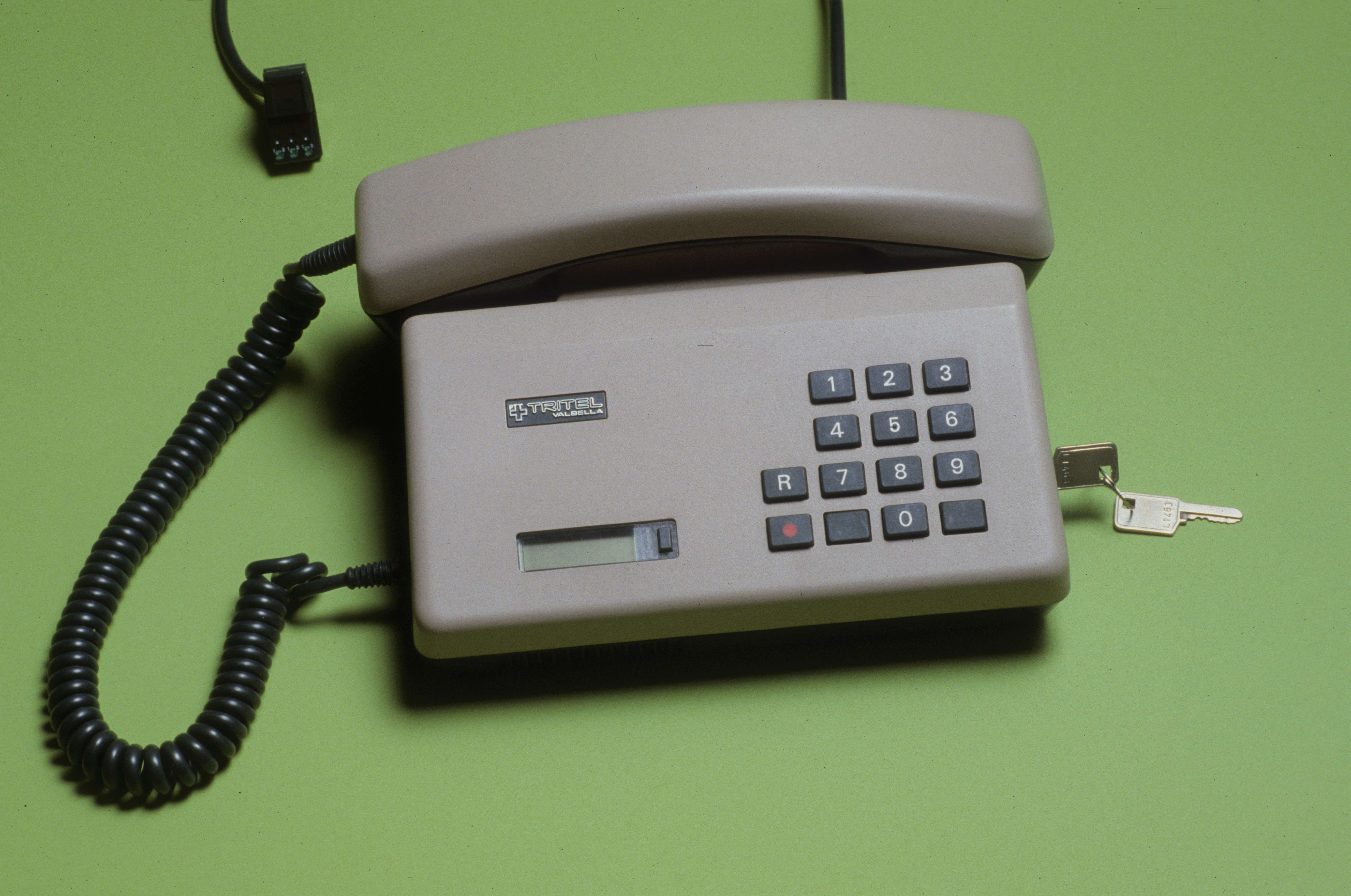
Tritel Valbella

1969: Bau eines grossen Hasler-Gebäudes in Bern-Bümpliz, das später an Ascom überging.

Die Vorgängerfirmen von Ascom, namentlich Autophon, Zellweger und Hasler, waren zusammen mit Siemens und Alcatel jahrzehntelang Lieferanten der staatlichen Post- und Telekommunikationsunternehmen (PTT) mit faktischer Abnahmegarantie. Diese teilte ihre Bestellungen Jahr für Jahr so auf, dass alle Anbieter genügend ausgelastet waren. Zusätzlich war Ascom bevorzugter Auftragnehmer der Schweizer Armee.
Als sich in der Telekommunikation große technologische Umwälzungen ankündigten und die Telefonie digitalisiert wurde, verlor Ascom die Stellung als führende Lieferantin von Telefonzentralen und Telefonapparaten. Zu den raschen technologischen kamen politische Veränderungen: Swisscom wurde aus der PTT herausgelöst, das Monopol für den Telefonverkauf fiel. Tischapparate und Mobiltelefone werden heute meist in Asien gefertigt und können überall gekauft werden.
Von 1988 bis 1991 war Ascom zu 49 Prozent an der Info Guard AG (Mehrheitseigner Crypto AG) beteiligt.
Im Mobilfunk gelang Ascom der Durchbruch nie, neun Unternehmensleiter in 25 Jahren konnten nicht verhindern, dass das ambitionierte Telekommunikationsunternehmen zahlreiche Sparten abstoßen musste und aktuell nur noch in einer hochspezialisierten Nische existiert. Ascom ist heute noch in 17 Ländern international tätig. Die Zahl der Beschäftigten nahm seit der Fusion stark ab. Noch 1997 beschäftigte das Unternehmen rund 11'600 Mitarbeiter und hatte einen Umsatz von knapp 3 Milliarden Schweizer Franken. Im Jahre 2002 wurden Abbaumassnahmen bei Ascom in der Schweizer Presse verschiedentlich kritisiert. Swissinfo zitiert die Berner Zeitung, die von einem «Lehrbuch-Beispiel für eine gescheiterte Fusion» schrieb. Auch Der Bund, der Tages-Anzeiger und weitere Schweizer Zeitungen bewerteten die Folgen der Fusion negativ. Ein umfassender Rückblick auf die Entwicklung der Firma Hasler AG Bern und der Nachfolgefirma Ascom Holding ist 2020 erschienen.
2016 wurde mit dem Verkauf der Division Network Testing der Standort Solothurn aufgegeben. Die Vorgängerfirma Autophon befand sich seit 1922 dort.
Geräte der Ascom und ihrer Vorgängerfirmen sind im Museum Enter zu besichtigen.